# Valdecaballeros
Valdecaballeros je španělská obec situovaná v provincii Badajoz (autonomní společenství Extremadura).

## Poloha
Obec je vzdálena 26 km od města Herrera del Duque, 128 km od Méridy a 187 km od města Badajoz. Patří do okresu La Siberia a soudního okresu Herrera del Duque. Obcí prochází silnice EX-316.

## Historie
V roce 1834 se obec stává součástí soudního okresu Mérida. V roce 1842 čítala obec 210 usedlostí a 760 obyvatel.

## Odkazy

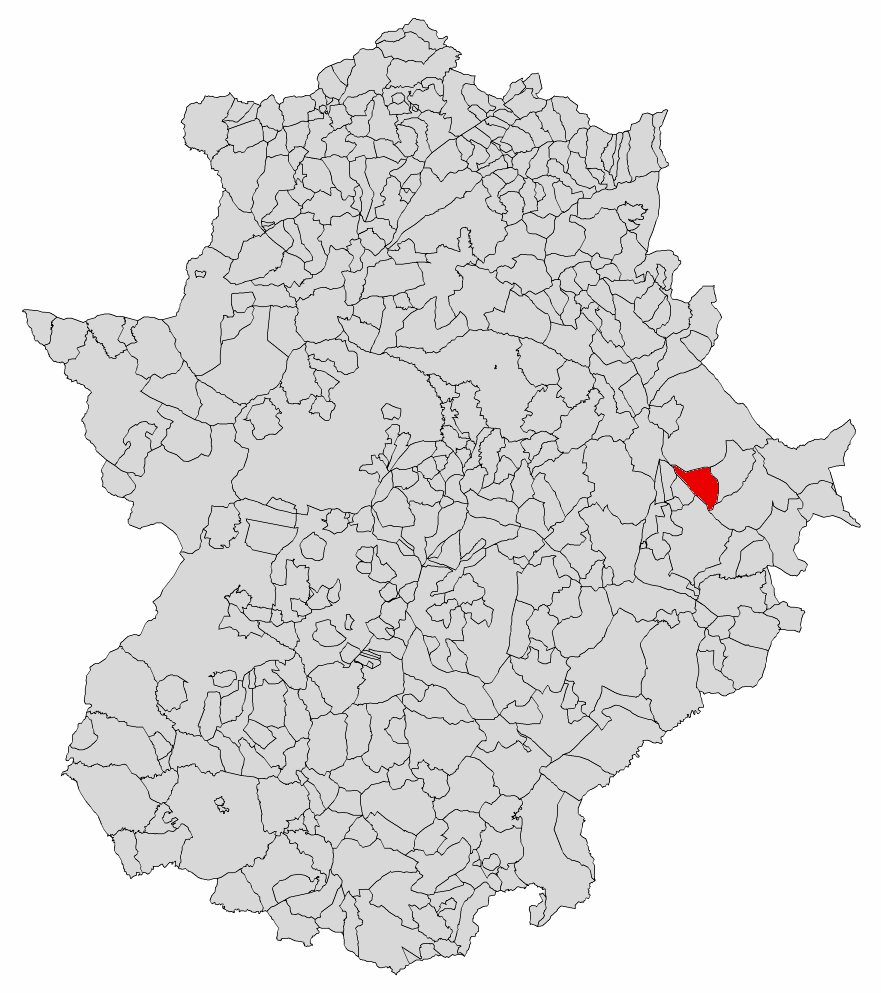
Poloha obce v Extremaduře

## Demografie
| Populace obce Valdecaballeros z let (1842–2010) | Populace obce Valdecaballeros z let (1842–2010) | Populace obce Valdecaballeros z let (1842–2010) | Populace obce Valdecaballeros z let (1842–2010) | Populace obce Valdecaballeros z let (1842–2010) | Populace obce Valdecaballeros z let (1842–2010) | Populace obce Valdecaballeros z let (1842–2010) | Populace obce Valdecaballeros z let (1842–2010) | Populace obce Valdecaballeros z let (1842–2010) | Populace obce Valdecaballeros z let (1842–2010) | Populace obce Valdecaballeros z let (1842–2010) | Populace obce Valdecaballeros z let (1842–2010) | Populace obce Valdecaballeros z let (1842–2010) | Populace obce Valdecaballeros z let (1842–2010) | Populace obce Valdecaballeros z let (1842–2010) | Populace obce Valdecaballeros z let (1842–2010) | Populace obce Valdecaballeros z let (1842–2010) | Populace obce Valdecaballeros z let (1842–2010) |
| ----------------------------------------------- | ----------------------------------------------- | ----------------------------------------------- | ----------------------------------------------- | ----------------------------------------------- | ----------------------------------------------- | ----------------------------------------------- | ----------------------------------------------- | ----------------------------------------------- | ----------------------------------------------- | ----------------------------------------------- | ----------------------------------------------- | ----------------------------------------------- | ----------------------------------------------- | ----------------------------------------------- | ----------------------------------------------- | ----------------------------------------------- | ----------------------------------------------- |
| 1842                                            | 1857                                            | 1860                                            | 1877                                            | 1887                                            | 1897                                            | 1900                                            | 1910                                            | 1920                                            | 1930                                            | 1940                                            | 1950                                            | 1960                                            | 1970                                            | 1981                                            | 1991                                            | 2001                                            | 2010                                            |
| 760                                             | 777                                             | 907                                             | 1 034                                           | 1 064                                           | 1 110                                           | 1 093                                           | 987                                             | 1 225                                           | 1 405                                           | 1 568                                           | 1 709                                           | 1 773                                           | 1 356                                           | 1 730                                           | 1 755                                           | 1 369                                           | 1 209                                           |